# 클램프 학원 탐정단

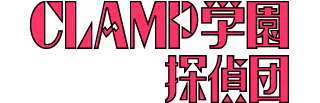

《클램프 학원 탐정단》(일본어: CLAMP学園探偵団)은 일본의 만화작가 집단 클램프의 작품이자 동명 만화를 원작으로 한 애니메이션이다.

## 등장인물
괄호 안은 애니메이션의 한국판 이름
- 이모노야마 노코루(이가람)

- 성우 - 오카무라 아케미 / 정미숙

- 다카무라 스오(진수하)

- 성우 - 니이야마 시호 / 손정아

- 이쥬인 아키라(선우윤)

- 성우 - 미나미 오미 / 이현진

- 오카와 우타코(주슬기)

- 성우 - 미야무라 유코 / 이지영

- 아즈야 나기사(오로라)

- 성우 - 이케자와 하루나 / 류점희

- 유우다이지 이토무(마혜성) - (애니메이션 오리지널 캐릭터)

- 성우 - 이시다 아키라 / 김장

## 애니메이션의 줄거리
초등부 학생회장인 노코루를 중심으로 하여 스오, 아키라 등이 주축이 된 클램프 학원 탐정단의 일상을 그리고 있는 이 작품은 주요 캐릭터 위주의 초반부(1화~19화)와 오리지널 스토리가 진행되는 후반부(20화~26화)로 이루어져 있다. 특히 후반부의 오리지널 스토리를 이끄는 오리지널 캐릭터인 이토무의 존재는 무시 못할 정도이며 오리지널 스토리는 그 완성도가 높은 편이다.

## 방영 정보
1997년 5월 3일부터 10월 25일까지 TV 도쿄에서 방영되었다. 총 26화의 에피소드가 애니메이션화되었다. 총 1개의 오프닝 주제가와 2개의 엔딩곡으로 이루어져 있다. 또한 클램프의 다른 만화 작품과의 연계가 잘 되어 있어 종종 탐정단 일 외에 캐릭터를 활용한 사건도 있다.

### 주제가
여는 노래 「피아니 핑크」〔제 1화 ~ 26화〕
닫는 노래 「시작 메탈릭 파티」〔제 1화 ~ 19화〕
닫는 노래 「Gift(선물)」〔제 20화 ~ 26화〕

## 각화 목록
- 1화 클램프 학원 탐정단 탄생!
- 2화 밀실의 비밀
- 3화 마이 페어 레이디
- 4화 애플파이와 요리사
- 5화 언젠가 만날 사람 (전편)
- 6화 언젠가 만날 사람 (후편)
- 7화 어두어질때까지 기다려요
- 8화 무도회를 중지하라
- 9화 내 마음속의 그대
- 10화 귀여운 전쟁
- 11화 천의 얼굴을 가진 사나이 (전편)
- 12화 천의 얼굴을 가진 사나이 (후편)
- 13화 가람이형을 찾아라
- 14화 설원의 대탈주
- 15화 상하이의 떠돌이 요리사
- 16화 유령선의 비밀
- 17화 프리티 우먼[1]
- 18화 수하의 기억상실
- 19화 시간속의 보물찾기
- 20화 무서운 초대장
- 21화 가람의 패배
- 22화 용서받지 못할 자
- 23화 탐정단 해체!
- 24화 새로운 멤버
- 25화 열차를 세워라!
- 26화 새로운 우정의 시작 (完)

## 관련 서적
- Clamp학원 공식 가이드북 (1997년, 가도카와 문고)
- CD 미니 문고 (1997년, - )